# The Coronas
The Coronas ist eine irische Indie-Rock-Alternative-Band aus Terenure, Dublin.

## Geschichte
Die Band wurde unter dem Namen „Kiros“ gegründet, als die Mitglieder 15 Jahre alt waren, jedoch drei Jahre später (nach einer Schreibmaschinenmarke) in „Corona“ umbenannt. Als der italienische Dance-Act Corona auftaucht, änderte die Band ihren Namen auf „The Coronas“.
Das Erste Album Heroes or Ghosts wurde im Oktober 2007 veröffentlicht und kam in den irischen Charts auf Platz 24. Das zweite Album Tony Was An Ex-Con wurde am 25. September 2009 veröffentlicht und erreichte Platz 3. Es gewann 2010 den Meteor Award für das beste Album, vor U2 und Snow Patrol. 2011 veröffentlichte die Band ihr drittes Studioalbum Closer to You, das von Tony Hoffer produziert worden war, dessen Arbeit mit zum Beispiel The Kooks man dem Album deutlich anhört.

## Bandmitglieder

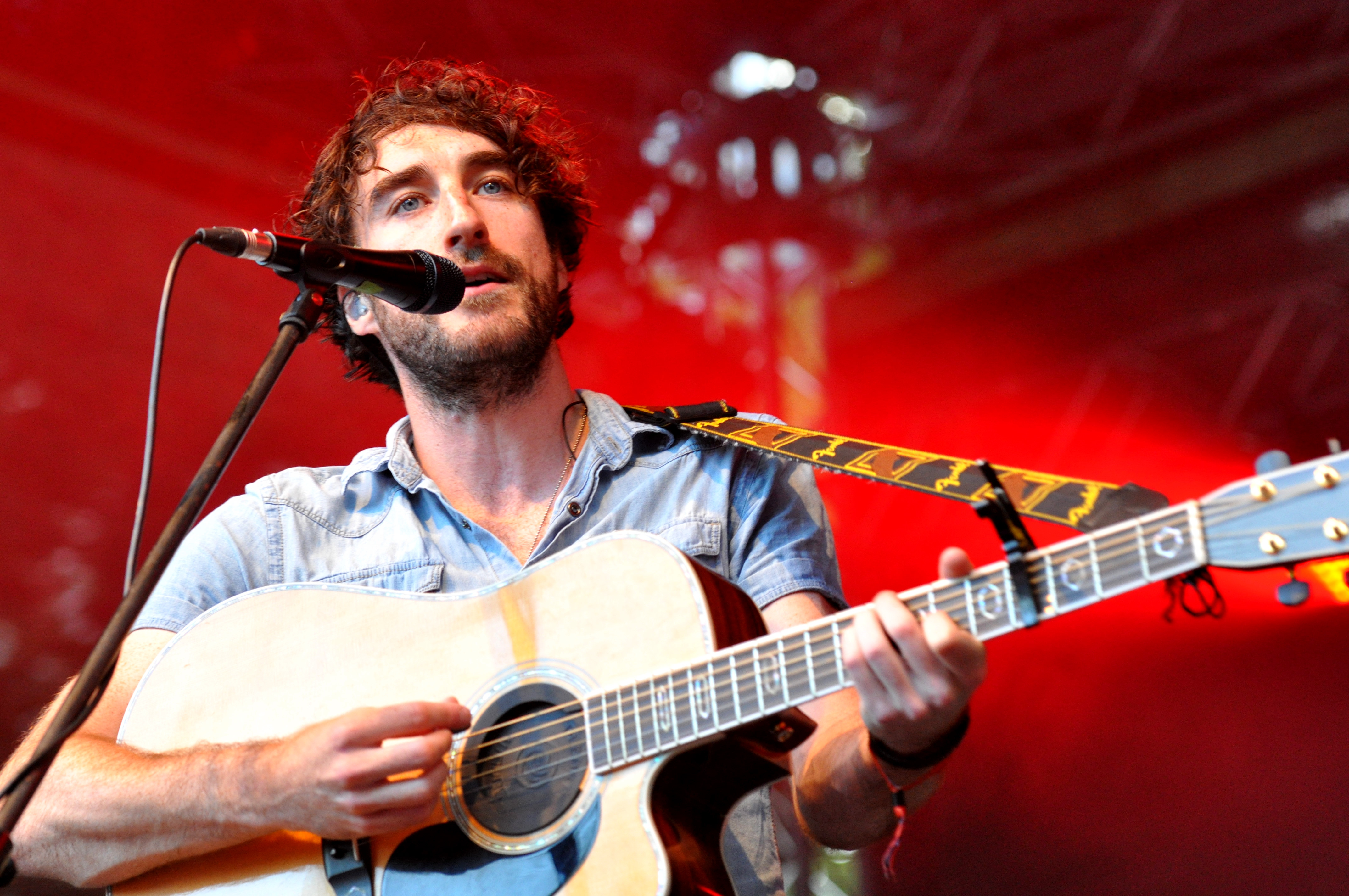
Danny O’Reilly 2016
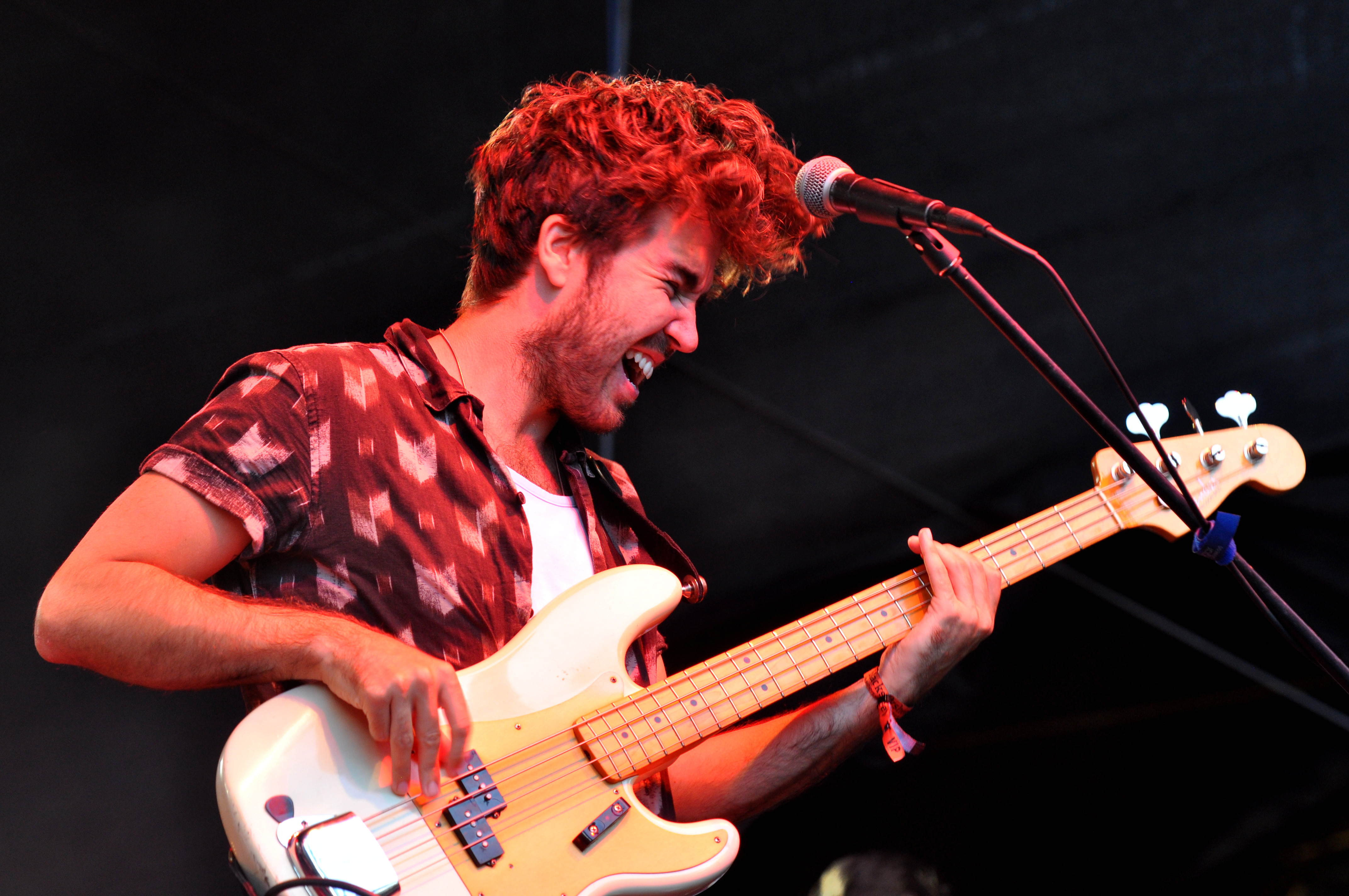
Graham Knox 2016
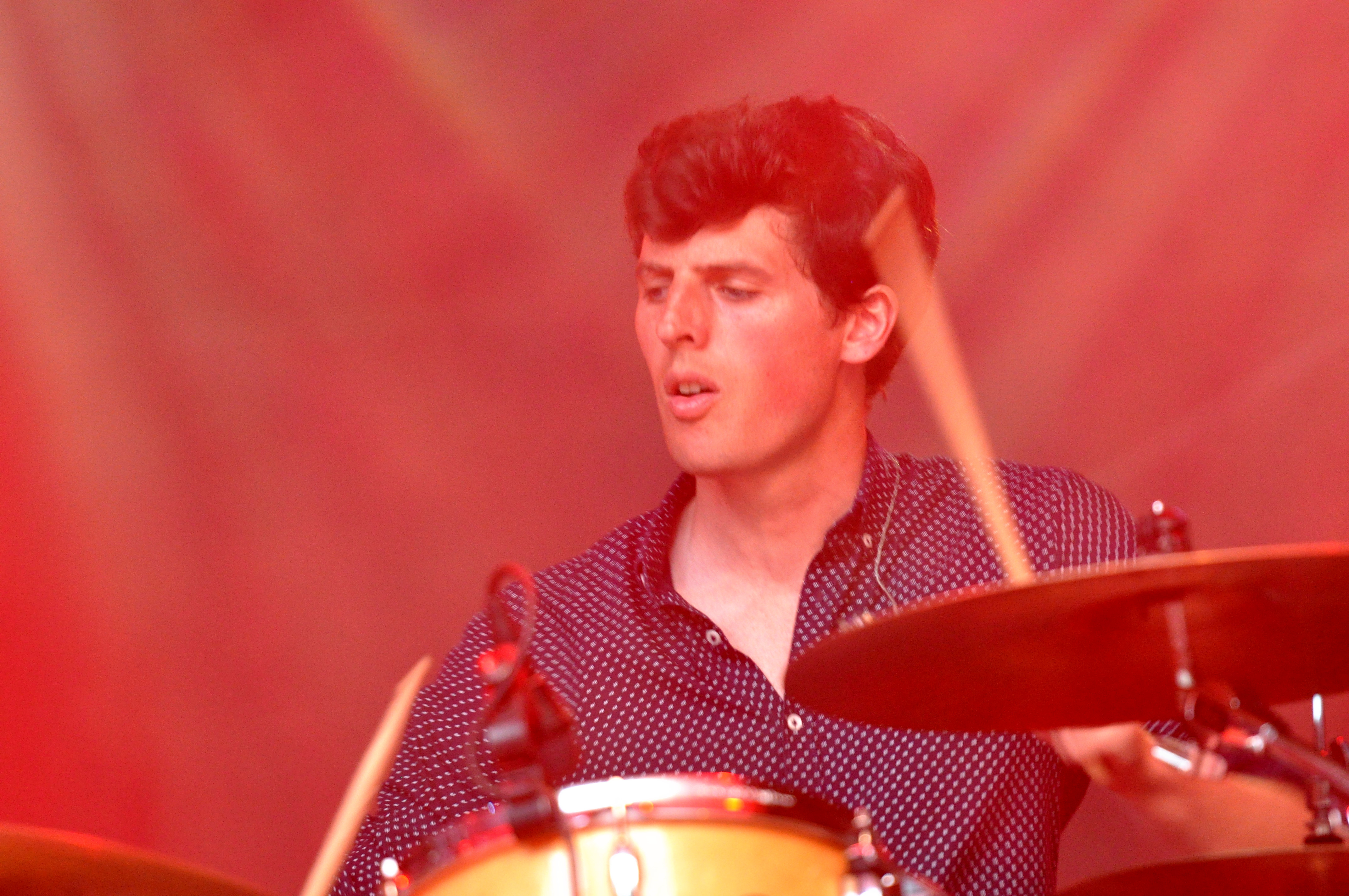
Conor Egan 2016

## Ehemalige Bandmitglieder

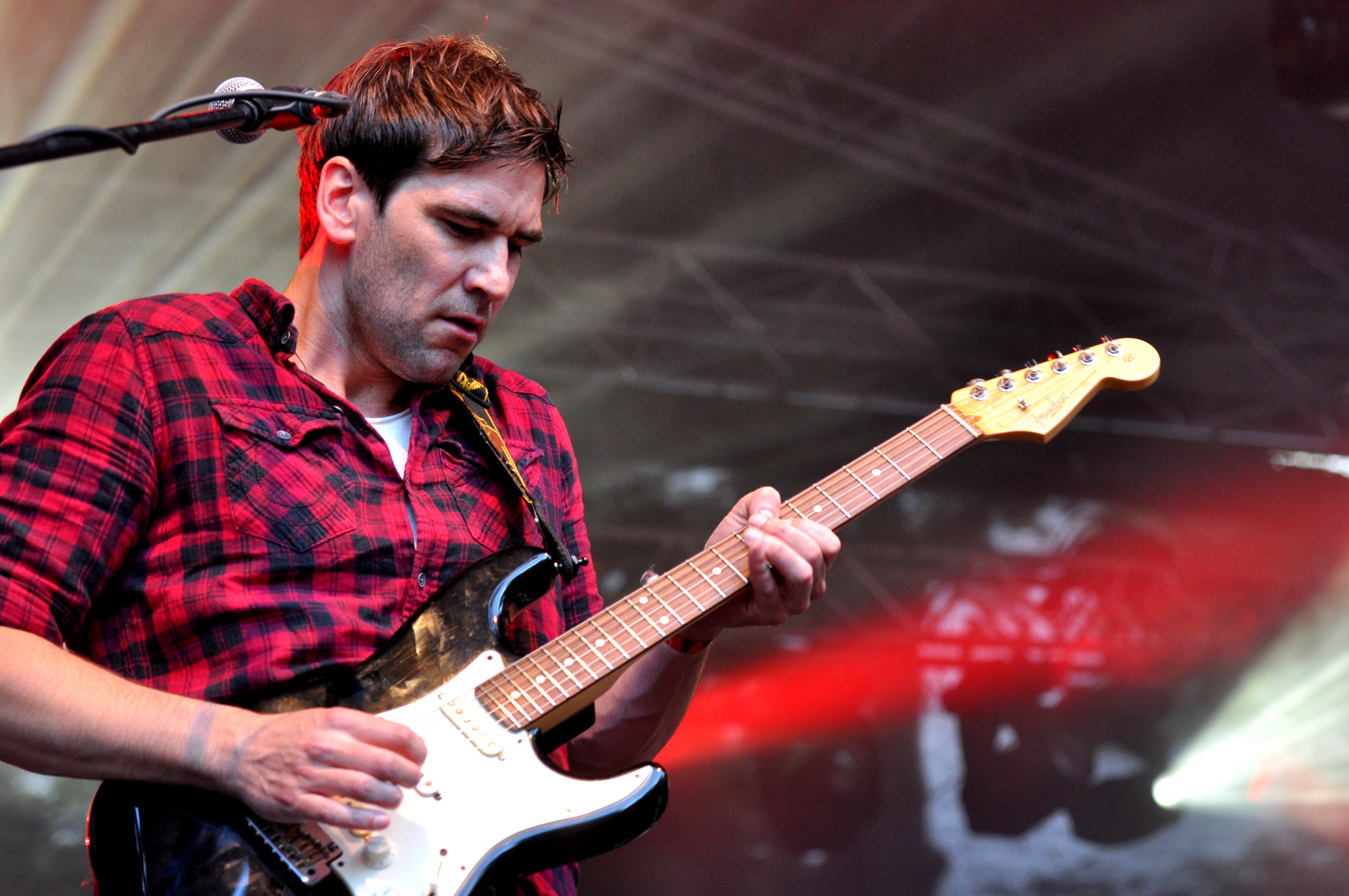
Dave McPhillips 2016

## Diskografie

### Studioalben
| Jahr | Titel                   | Höchstplatzierung, Gesamtwochen, AuszeichnungChartsChartplatzierungen (Jahr, Titel, Platzierungen, Wochen, Auszeichnungen, Anmerkungen) | Anmerkungen |
| Jahr | Titel                   | IE | Anmerkungen |
| ---- | ----------------------- | --- | ----------- |
| 2007 | Heroes or Ghosts        | IE21 Gold · (99 Wo.)IE |             |
| 2009 | Tony Was an Ex-Con      | IE3 (85 Wo.)IE |             |
| 2011 | Closer to You           | IE3 (106 Wo.)IE |             |
| 2014 | The Long Way            | IE2 (127 Wo.)IE |             |
| 2017 | Trust the Wire          | IE1 (42 Wo.)IE |             |
| 2018 | Reprise                 | IE18 (1 Wo.)IE | EP          |
| 2020 | True Love Waits         | IE1 (8 Wo.)IE |             |
| 2022 | Time Stopped            | IE1 (2 Wo.)IE |             |
| 2024 | Thoughts & Observations | IE1 (… Wo.)IE |             |

### Livealben
| Jahr | Titel               | Höchstplatzierung, Gesamtwochen, AuszeichnungChartsChartplatzierungen (Jahr, Titel, Platzierungen, Wochen, Auszeichnungen, Anmerkungen) | Anmerkungen |
| Jahr | Titel               | IE | Anmerkungen |
| ---- | ------------------- | --- | ----------- |
| 2019 | Live AT The Olympia | IE26 (2 Wo.)IE |             |

## Singles
| Jahr | Titel Album                              | Höchstplatzierung, Gesamtwochen, AuszeichnungChartsChartplatzierungen (Jahr, Titel, Album, Platzierungen, Wochen, Auszeichnungen, Anmerkungen) | Anmerkungen         |
| Jahr | Titel Album                              | IE | Anmerkungen         |
| ---- | ---------------------------------------- | --- | ------------------- |
| 2007 | Decision Time Heroes or Ghosts           | IE22 (2 Wo.)IE |                     |
| 2007 | The Talk Heroes or Ghosts                | IE18 (2 Wo.)IE |                     |
| 2007 | San Diego Song Heroes or Ghosts          | IE26 (27 Wo.)IE |                     |
| 2008 | Grace, Don't Wait! Heroes or Ghosts      | IE30 (8 Wo.)IE |                     |
| 2008 | Heroes or Ghosts                         | IE24 (17 Wo.)IE |                     |
| 2009 | Listen Dear Tony Was an Ex Con           | IE16 (9 Wo.)IE |                     |
| 2010 | Someone Else's Hands Tony Was an Ex Con  | IE23 (12 Wo.)IE |                     |
| 2010 | Won’t Leave You Alone Tony Was an Ex Con | — |                     |
| 2011 | Addicted to Progress Closer to You       | IE7 (12 Wo.)IE |                     |
| 2012 | Mark My Words Closer to You              | IE33 (6 Wo.)IE |                     |
| 2012 | Closer to You                            | IE43 (23 Wo.)IE |                     |
| 2013 | Dreaming Again Closer to You             | IE44 (4 Wo.)IE |                     |
| 2014 | All the Others The Long Way              | IE3 (9 Wo.)IE |                     |
| 2014 | Just like That The Long Way              | IE45 (6 Wo.)IE |                     |
| 2019 | Find the Water True Love Waits           | IE73 (1 Wo.)IE |                     |
| 2020 | Haunted True Love Waits                  | IE91 (1 Wo.)IE |                     |
| 2020 | Lost in the Thick of It True Love Waits  | IE79 (2 Wo.)IE | mit Gabrielle Aplin |
| 2020 | True Love Waits                          | IE89 (1 Wo.)IE |                     |

## Auszeichnungen
- 2010: Meteor Award für das Album Tony Was an Ex Con